# Hypsilurus spinosus
Hypsilurus spinosus — вид ігуаноподібних ящірок родини агамових (Agamidae). Ендемік Індонезії.

## Поширення і екологія
Hypsilurus spinosus відомі за типовим зразком, зібраним в районі затоки Трітон в окрузі Каімана в провінції Західне Папуа.